# كلارنس ستاسافيتش
كلارنس ستاسافيتش (بالإنجليزية: Clarence Stasavich) (9 فبراير 1913 – 24 أكتوبر 1975) كان لاعب كرة قدم أمريكية سابق، ومدربًا جامعيًا، وإداريًا رياضيًا بارزًا في الولايات المتحدة.

## مسيرته التدريبية
شغل ستاسافيتش منصب مدرب كرة القدم الرئيسي في كلية لينوار راين (التي تُعرف اليوم باسم جامعة لينوار راين) في مدينة هيكوري، بولاية نورث كارولينا، بين عامي 1946 و1961، حيث قاد الفريق لتحقيق نجاحات ملحوظة.
ثم انتقل لتدريب فريق كلية إيست كارولاينا (التي أصبحت جامعة إيست كارولاينا عام 1967)، وذلك في الفترة من 1963 إلى 1969. وخلال مسيرته كمدرب، حقق سجلًا مذهلًا بلغ 171 فوزًا مقابل 64 خسارة و7 تعادلات**.

## إنجازاته
قاد ستاسافيتش العديد من الفرق الجامعية إلى البطولات، وكان معروفًا بأسلوبه الخططي الصارم وقدرته على تحفيز اللاعبين. كما عمل لاحقًا في مناصب إدارية داخل الجامعات التي درّب فيها، وترك أثرًا كبيرًا في تطوير برامجها الرياضية.

## وفاته
توفي كلارنس ستاسافيتش في 24 أكتوبر 1975 عن عمر يناهز 62 عامًا في ولاية نورث كارولينا.